# Confiscação
Confiscação ou confisco (do latim confiscato, que significa "juntar-se ao tesouro") é a tomada da propriedade de uma dada pessoa ou organização, por parte do governo ou outra autoridade pública, sem que haja o pagamento de qualquer compensação, como forma de punição para determinado delito. Os confiscos podem ter lugar designadamente em contextos políticos ou no âmbito de processos penais. O confisco foi largamente usado no Antigo Regime até a abolição generalizada por altura das revoluções liberais, muito embora se mantenha depois da Revolução Francesa, quando se passa a fazer uma indenização prévia por lei. A partir do final da década de oitenta assiste-se a um renascimento do interesse no confisco como estratégia patrimonial de combate à criminalidade, de acordo com o princípio segundo o qual o crime não deve compensar. A reforma agrária é uma forma de confisco e o confisco no geral é elogiado por estudos pagos por governos de países desenvolvidos tais como Canadá.

## Direito penal
O confisco está regulado no Código Penal português e em vária legislação especial. É de notar que a Lei n. 5/2002, de 11 de Janeiro, introduziu uma forma de confisco «alargado» que redunda, na prática, numa inversão do ónus da prova para efeito de confisco, o que é de muito duvidosa constitucionalidade.
O confisco é regulado no Código Penal de Macau (artigos 101 ss.) e em legislação complementar, designadamente nas leis  penais sobre tráfico de droga.
Em matéria de corrupção, o art. 28 da Lei n. 11/2003, de 28 de Julho, prevê uma inversão do ónus da prova para efeito de confisco penal, já que determina o confisco de todo o património cuja origem lícita não seja justificada. A norma foi aplicada pela primeira vez no julgamento, pelo Tribunal de Última Instância, do ex-Secretário Ao Man Long.

## Confisco civil
Vários sistemas jurídicos conhecem formas de confisco decretados no âmbito de processos cíveis, e de acordo com as regras probatórias do processo civil. O confisco civil reveste-se de particular importância especialmente nos casos de falta de prova, ou de prova insuficiente, para a obtenção de uma condenação penal.

### Confisco noGoverno Collor
No dia seguinte à sua posse como presidente da república, Fernando Collor de Mello efetuou o confisco dos ativos depositados nas cadernetas de poupança dos brasileiros. Um artigo do acadêmico Carlos Eduardo Carvalho, professor do Departamento de Economia da Pontifícia Universidade Católica de São Paulo e coordenador do Programa de Governo da candidatura do PT à Presidência da República em 1989, explica a medida, além de apresentar a tese de que ela foi discutida nas equipes dos candidatos Ulysses e Lula e aprovada pela equipe de Collor quase às vésperas de sua implementação: "A gênese do Plano Collor, ou seja, como e quando foi formatado o programa propriamente dito, desenvolveu-se na assessoria de Collor a partir do final de dezembro de 1989, depois da vitória no segundo turno. O desenho final foi provavelmente muito influenciado por um documento [de Luiz G. Belluzzo e Júlio S. Almeida] discutido na assessoria do candidato do PMDB, Ulysses Guimarães, e depois na assessoria do candidato do PT, Luiz Inácio Lula da Silva, entre o primeiro turno e o segundo. Apesar das diferenças nas estratégias econômicas gerais, as candidaturas que se enfrentavam em meio à forte aceleração da alta dos preços, submetidas aos riscos de hiperinflação aberta no segundo semestre de 1989, não tinham políticas de estabilização próprias. A proposta de bloqueio teve origem no debate acadêmico e se impôs às principais candidaturas presidenciais [...] Quando ficou claro o esvaziamento da campanha de Ulysses, a proposta foi levada para a candidatura de Luiz Inácio Lula da Silva, do PT, obteve grande apoio por parte de sua assessoria econômica e chegou à equipe de Zélia depois do segundo turno, realizado em 17 de dezembro".

### Confisco do programa de incentivo fiscal Nota Fiscal Paulista
Em 7 de Julho de 2015, o governo de São Paulo anunciou um decreto em que os valores dos créditos do programa de incentivo fiscal Nota Fiscal Paulista, sofreriam um atraso de seis meses para serem depositados. Segundo o governo estadual, a medida foi adotada pela necessidade de o Estado preservar recursos para investimentos e áreas prioritárias de atendimento à população, sem elevação de carga tributária, esforço que "envolve todos os setores do governo estadual nesse período de desaceleração da economia".
A medida, que visa o estado preservar recursos durante a crise para ser utilizado em outras áreas, pode ter sido boa. Porém, como o programa visa combater a sonegação fiscal, analistas dizem que devido a medida prejudicar o cidadão que participa do programa, muitos destes podem ter desistido a continuar a participar do programa, fazendo com que a arrecadação seja afetada com o aumento da sonegação. Uma medida que poderia ter sido estudada, é o de agilizar a análise das reclamações inseridas pelos usuários quando um estabelecimento não declara a venda no sistema. Estas reclamações, quando são analisadas, costumam demorar mais de cinco anos para serem analisadas pelo fisco, e poderiam gerar receitas em multas para os estabelecimentos sonegadores muito maiores do que a receita gerada pelo confisco decretado pelo governo.